# جانيت هولمز
جانيت هولمز (بالإنجليزية: Janet Holmes)‏ هي كاتِبة نيوزيلندية، ولدت في 17 مايو 1947 في ليفربول في المملكة المتحدة.